# Poul Andræ
Poul Andræ, född 1843 och död 1928 var en dansk ämbetsman och historiker, son till statsminister Carl Christopher Georg Andræ.
Andræ var amtsforvalter i Skanderborg 1889–1894 och etatsråd. Som forskare ägnade Andræ sig åt 1800-talets danska historia och sysslade huvudsakligen med faderns politiska verksamhet. Utom en levnadsteckning i 4 band, Geheimekonferensraad C. C. A. (1897–1912) utgav Andræ Andræ och Fællesforfatningen (1903), Andræ og hans Opfindelse Forholdstalsvalgmaaden (1905, andra upplagan 1907), samt moderns Geheimeraadinde Andræs politiske Dagböger (3 band. 1914–1920), vilka innehåller viktiga bidrag till faderns historia. Andræ framträdde även som skönlitterär författare med Via Appia (1882–1889).
Hans stora originalitet tog sig bland annat uttryck i ett testamente, som förutom en rad betydande donationer till olikartade ändamål innehöll en samling Overraskelser till personer, som berett honom någon glädje eller konstnjutning. Bland annat lämnade han en summa för översättningen av Magnus Hirschfelds pamflett What Should The People Know About The Third Sex? från 1901.